# Temporada 1969-1970 del Club Joventut Badalona
La temporada 1969-1970 va ser la 31a temporada en actiu del Club Joventut Badalona des que va començar a competir de manera oficial. La Penya va disputar la seva 14a temporada consecutiva a la màxima categoria del bàsquet espanyol, acabant la competició en la tercera posició, una posició per sota de l'aconseguida la temporada anterior. Aquesta temporada també va ser finalista de la Copa del Generalíssim, i va arribar fins a la ronda de quarts de la Recopa d'Europa.

## Resultats
Recopa
El Joventut va participar aquesta temporada a la Recopa d'Europa, quedant eliminada a la ronda de quarts a mans de l'AEK grec. A les fases anteriors havia eliminat al WSG Radenthein (Àustria) i al Helsingin Kisa-Toverit (Finlàndia).
Lliga espanyola
A la lliga espanyola finalitza en la tercera posició de 12 equips participants. En 22 partits disputats va obtenir un bagatge de 17 victòries, 1 empat i 4 derrotes, amb 1.887 punts a favor i 1.545 en contra (+342).
Copa del Generalíssim
El Joventut va ser finalista en aquesta edició de la Copa del Generalíssim. A quarts de final va eliminar el Barça i a semifinals es va desfer del Picadero JC. Va perdre la final davant el Reial Madrid per 102 a 90.

## Plantilla
La plantilla del Joventut aquesta temporada va ser la següent:
| Club Joventut Badalona: plantilla 1969-70 |
| Jugadors                                  |
| Francesc Buscató                          |
| Alfonso Martínez Gómez                    |
| Enric Margall                             |
| Narcís Margall                            |
| Lluís Miguel Santillana                   |
| Josep Maria Oleart                        |
| Guifré Gol                                |
| Agustí Rabassa                            |
| Josep Gubern                              |
| Xavier Espiga                             |
| Josep Maria Vila                          |
| Santiago Mas                              |
| Entrenador                                |
| Josep Lluís i Cortés                      |